# Port Harcourt
Port Harcourt je glavni grad nigerijske savezne države Rivers i šesti grad po brojnosti u Nigeriji. Leži u delti Nigera, 450 km istočno od Lagosa i 500 km južno od Abuje. Većinu populacije grada sačinjava narod Igbo, odnosno njegova podgrupa Ikwerre.
Port Harcourt je osnovan 1912. godine i nazvan prema Lewisu Vernonu Harcourtu, britanskom državnom tajniku za kolonije tog vremena. Danas je jedan od glavnih industrijskih centara države, zbog velikog broja multinacionalnih tvrtki, kao i drugih industrijskih koncerna, posebice iz naftne industrije: tu je smješten najveći broj nigerijskih rafinerija nafte, glavnog izvoznog proizvoda države. Sjeverno od grada nalazi se međunarodna zračna luka.
Prema popisu iz 1991., Port Harcourt ima 703.421 stanovnika. Zbog velikog vremenskog odmaka od ovog popisa, procjenjuje se da stvarni broj stanovnika prelazi 1,6 milijuna.

## Vanjske poveznice

### Ostali projekti
|  | Zajednički poslužitelj ima još gradiva o temi Port Harcourt |